# Pika

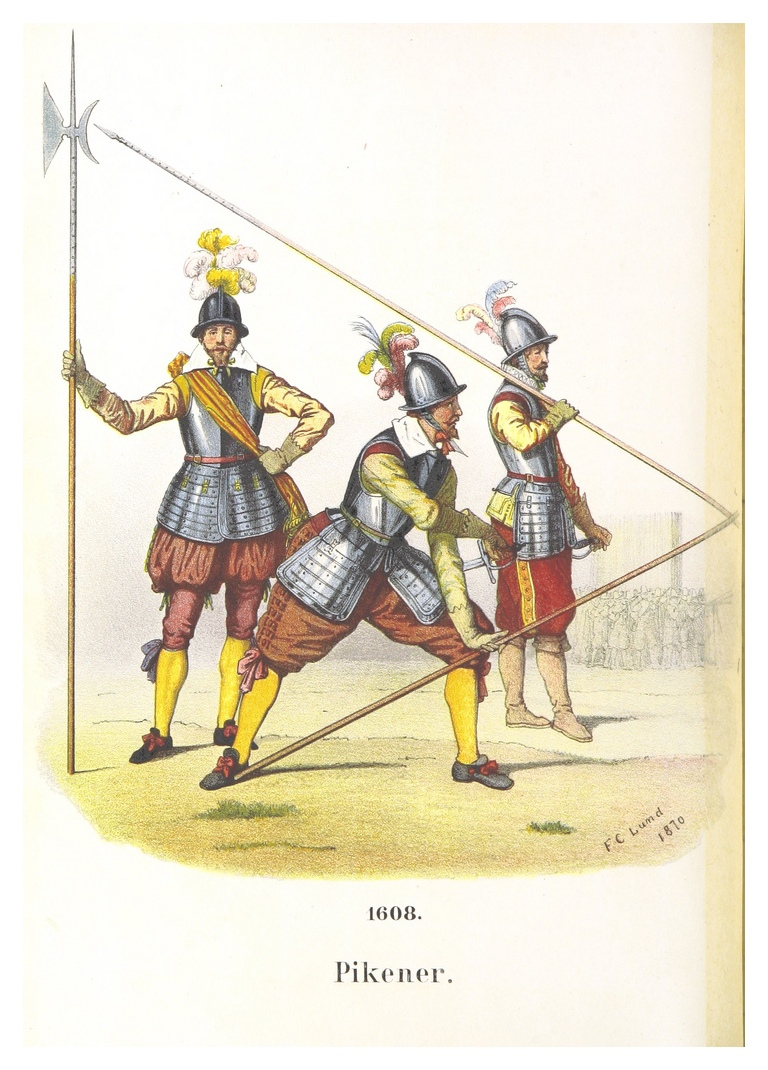
Pikinierzy z początku XVII wieku (żołnierze i oficer z halabardą)

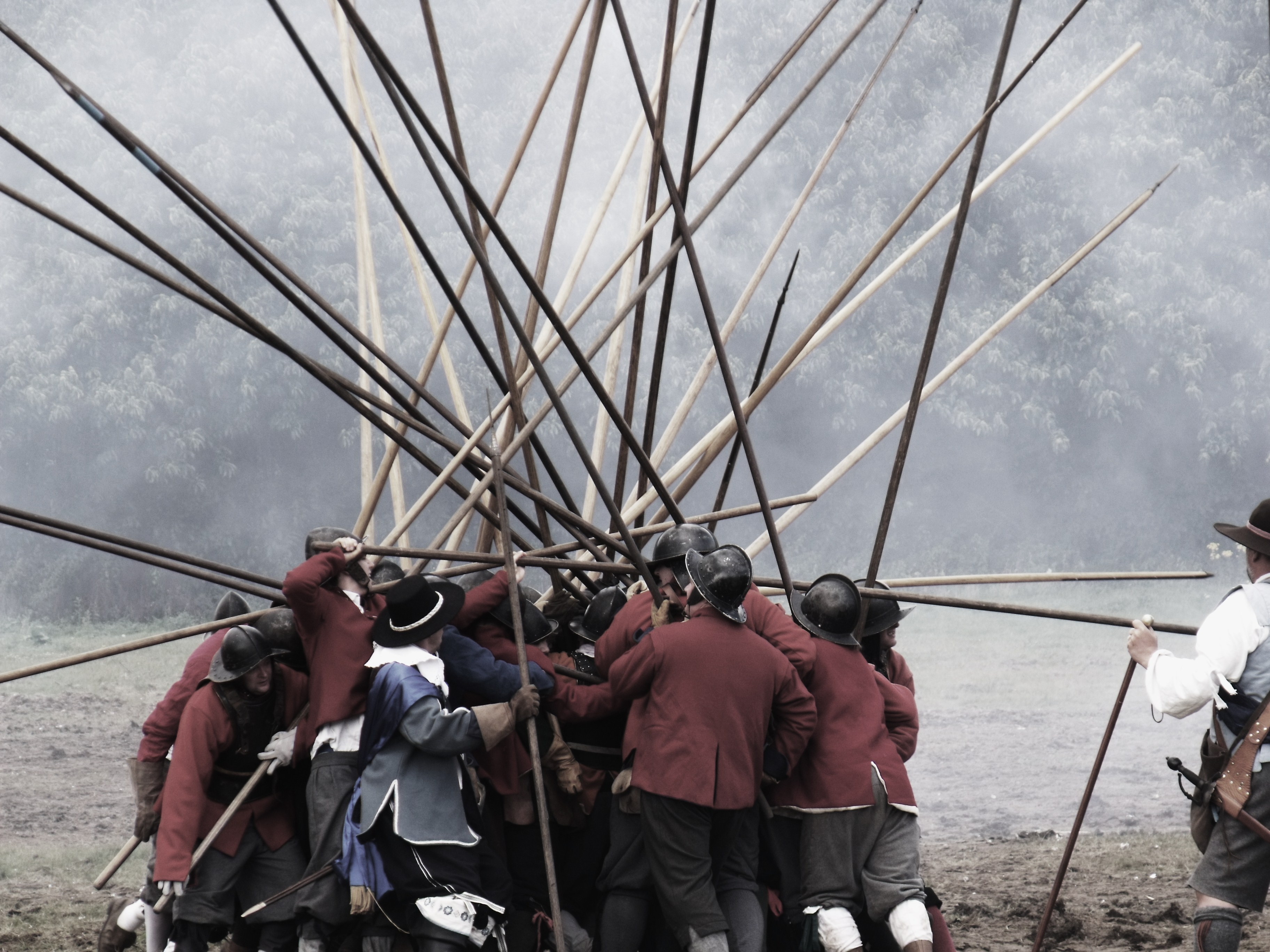
Pikinierzy w starciu bezpośrednim

Pika (spisa) – dawna długa broń drzewcowa piechoty, w postaci zakończonego niewielkim grotem drzewca o długości do 5,5-6 metrów, stosowana przeciw szykom pieszym i kawalerii.
Używana powszechnie na obszarze europejskim od początku XV do początku XVIII stulecia. Była bronią o zróżnicowanej długości w zależności od okresu i zastosowania: pika piechoty szwajcarskiej w XV–XVII wieku mierzyła 5 metrów, niemieckich lancknechtów z XVI w. – 4,5 m; krótsze, ale opatrzone ozdobnymi grotami stanowiły przede wszystkim oznakę godności (oficerskiej, podoficerskiej).

## Pika piechoty
Podczas bitwy XVI–XVII-wieczni pikinierzy byli na ogół zgrupowani w zwarte czworoboki, co zapewniało skuteczność ich działania; wyposażano też w rapiery (szpady) lub inną krótką broń białą, ze względu na nieprzydatność piki w starciu bezpośrednim. Po wynalezieniu muszkietu stali się osłoną dla formacji piechoty wyposażonej w broń palną.
Piki były w powszechnym użytku od średniowiecza niemal do końca XVII wieku. W następnym stuleciu zwiększony zasięg i skuteczność ognia muszkietów z zamkiem skałkowym oraz artylerii (wraz z wprowadzeniem na wyposażenie piechoty bagnetów) spowodowały, że piki straciły swą użyteczność i w XVIII wieku zniknęły z pól bitewnych.
W późniejszych czasach były wykorzystywane w boju przez Polaków podczas powstania styczniowego. Wobec niedostatku przekuwanych na sztorc kos bojowych w oddziałach kosynierów, zaopatrywano je też w piki (np. w obozie w Ojcowie w lutym 1863), tworząc kompanie i bataliony; powstańczy pikinierzy uczestniczyli m.in. w bitwie pod Miechowem.

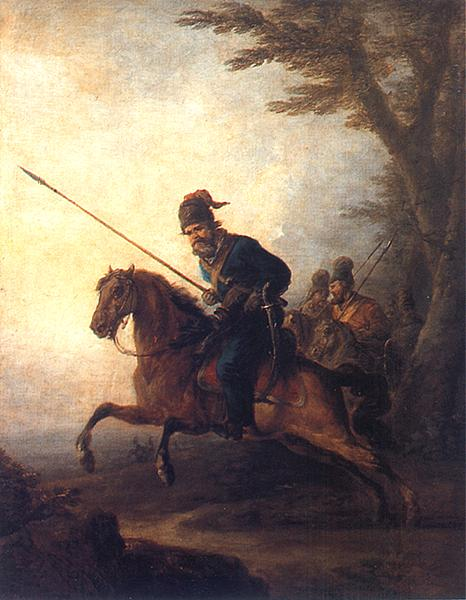
Konni kozacy ze spisami (mal. A. Orłowski)

## Spisa kozacka
Była odmianą piki charakterystyczną dla wojsk kozackich, bronią typową dla ich piechoty, a później dla jazdy. W dawnej Rzeczypospolitej początkowo szeroko stosowana w obronie przez zaporoską piechotę. Używana od XVI do XIX wieku, miała od piki piechoty znacznie krótsze drzewce zakończone liściowatym grotem; w kawalerii pozbawiona była proporczyka, będąc jednak wyposażona (podobnie jak lanca ułańska) w rzemienny temblak.
O praktycznym stosowaniu tej broni Kitowicz w Opisie obyczajów za panowania Augusta III pisze: „Dzidy, po rusku spisy zwane, hajducy mieli krótkie, nad cztery łokcie nie dłuższe, grotem ostrym żelaznym z obu stron opatrzone. Bronią tą hultajstwo dziwnie zręcznie i daleko lepiej od Polaków szermować umiało”.